# Nathalie Roy

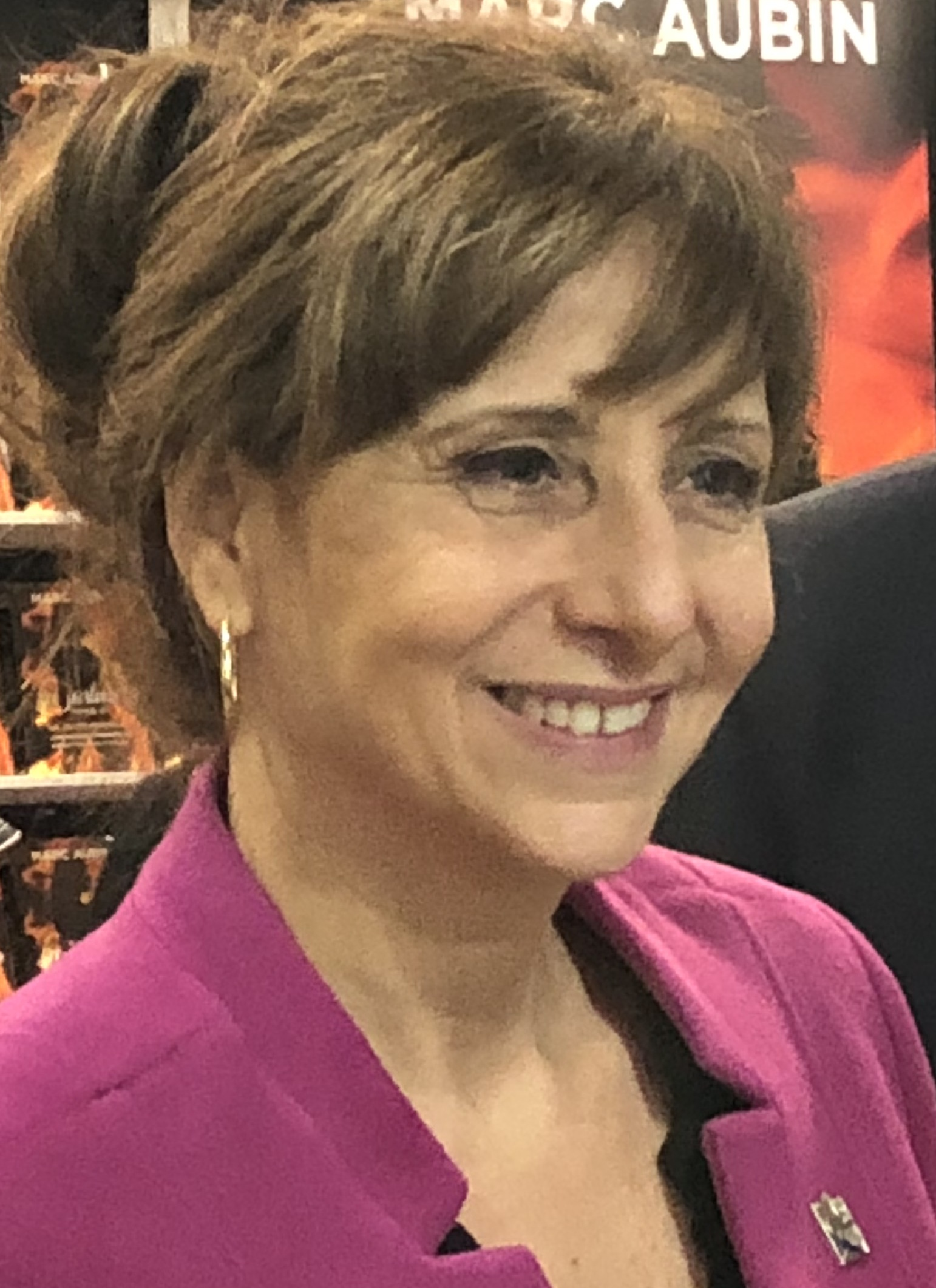
Nathalie Roy (2018)

Nathalie Roy (* 8. Mai 1964 in New Carlisle, Québec) ist eine kanadische Journalistin, Rechtsanwältin und Politikerin der Coalition Avenir Québec (CAQ), die seit 2022 Präsidentin der Nationalversammlung von Québec ist.

## Leben
Nathalie Roy arbeitete nach dem Schulbesuch zwischen 1980 und 1991 als Werbesprecherin, Moderatorin und Programmproduzentin beim Radiosender CITE-FM in Sherbrooke und absolvierte daneben ein grundständiges Studium an der Université de Sherbrooke, welches sie 1984 mit einem Certificat multidisciplinaire beendete. Ein darauf folgendes Studium der Rechtswissenschaften an der Université de Sherbrooke schloss sie 1988 mit einem Baccalauréat en droit ab und absolvierte daraufhin zwischen 1989 und 1990 ihr Rechtsreferendariat in Anwaltskanzlei „Lamarre, Laporte et Darveau“ in Greenfield Park, einem Vorort von Montreal. Nach ihrer anwaltlichen Zulassung bei der Rechtsanwaltskammer von Québec 1990 nahm sie keine Tätigkeit als Rechtsanwältin auf, sondern arbeitete von 1990 bis 1991 zunächst als Journalistin beim Fernsehsender CKSH-TV in Sherbrooke sowie im Anschluss 1992 kurzzeitig als Nachrichtensprecherin und Redakteurin beim Radiosender in Québec. Nach einer Tätigkeit als Journalistin, Nachrichtensprecherin und Moderatorin beim Fernsehsender CFAP-TQS in Québec zwischen 1992 und 1994, arbeitete sie von 1994 bis 2008 als Journalistin, Moderatorin und Redaktionsleiterin beim Fernsehsender CFJP-TQS in Montreal.  Nachdem sie von 2008 bis 2009 Moderatorin verschiedener Nachrichtensendungen des Réseau de l’information (RDI) und des Téléjournal von CBC/Radio-Canada war, fungierte sie zwischen 2009 und 2012 als Nachrichtenproduzentin und Teamleiterin der Nachrichtenredaktionen bei CFTM-TVA und Le Canal Nouvelles in Montreal. Zugleich nahm sie zwischen 2010 und 2012 in einer eigenen Anwaltskanzlei als Rechtsanwältin für Strafrecht auf.

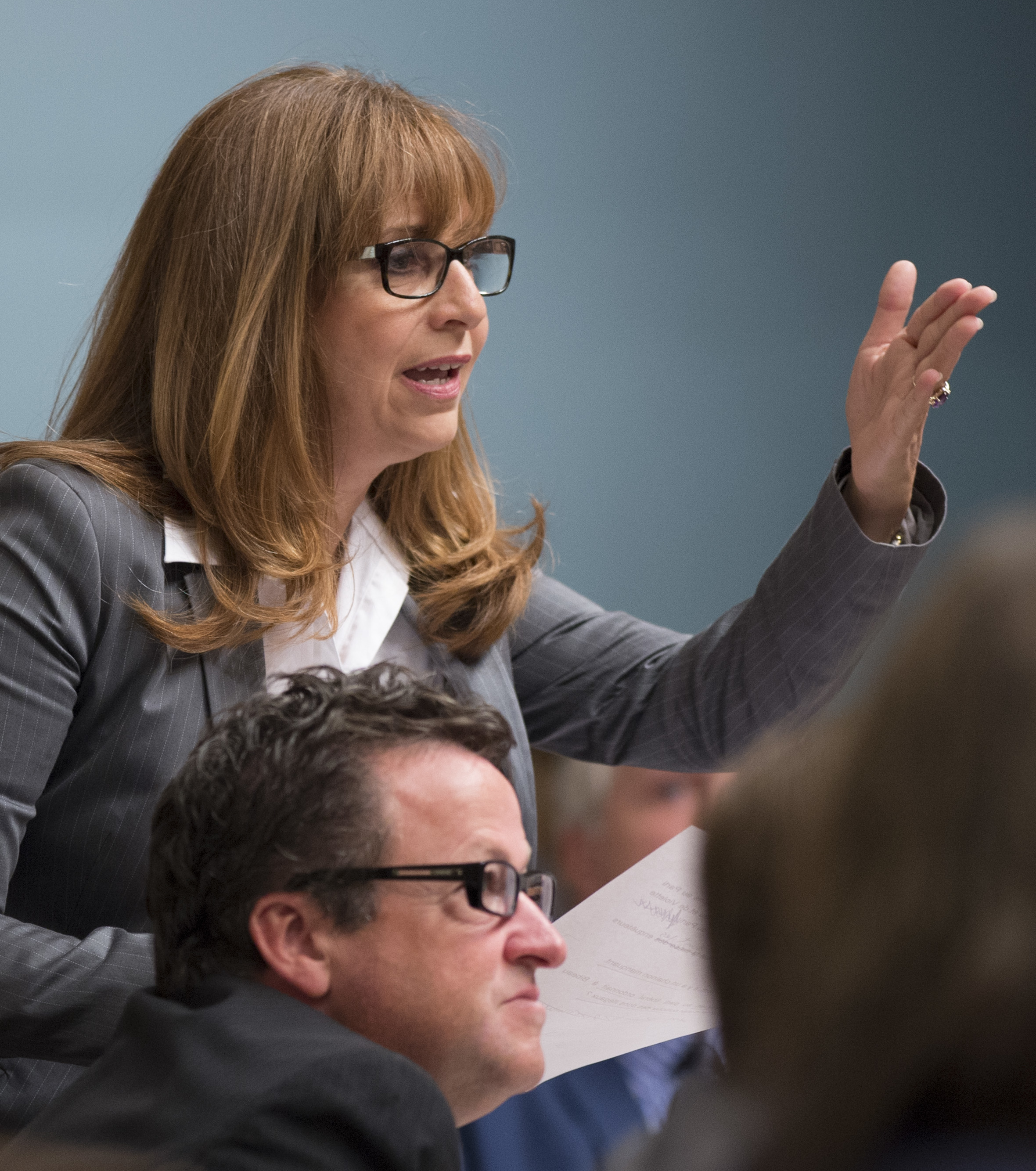
Nathalie Roy während einer Debatte (2015)

### Politische Laufbahn
Bei der Wahl am 4. September 2012 wurde Nathalie Roy für die Coalition Avenir Québec (CAQ) in dem aus der Zusammenlegung der beiden bisherigen Wahlkreis „Marguerite-D’Youville“ and „Chambly“ neu geschaffenen Wahlkreis „Montarville“ erstmals zum Mitglied der Nationalversammlung von Québec gewählt und gehört dieser nach ihren Wiederwahlen am 7. April 2014, 1. Oktober 2018 und 3. Oktober 2022 seither an. Zu Beginn ihrer Parlamentszugehörigkeit war sie zunächst Sprecherin der Opposition für zahlreiche Themen.
Nach dem Wahlsieg der CAQ bei der Wahl am 1. Oktober 2018 wurde Nathalie Roy in das Kabinett von Premierminister von Québec François Legault berufen und bekleidete in diesem zwischen dem 18. Oktober 2018 und dem 20. Oktober 2022 das Amt als Ministerin für Kultur und Kommunikation und war zudem vom 18. Oktober 2018 bis zum 4. September 2019 verantwortliche Ministerin für die französische Sprache.
Am 29. November 2022 wurde Nathalie Roy als Nachfolgerin von François Paradis Präsidentin der Nationalversammlung und ist als solche in Personalunion zugleich Präsident des Büros der Nationalversammlung, Präsidentin der Kommission der Nationalversammlung sowie Vorsitzende des Unterausschusses für Parlamentsreform. Am 20. Februar 2023 wurde sie des Weiteren Vorsitzende des Beratenden Ausschusses für parlamentarische Diplomatie.